# Michał Czarnecki (Poolbillardspieler)
Michał Czarnecki (* 2. Mai 1988) ist ein polnischer Poolbillardspieler.

## Karriere
Michał Czarnecki begann 1999 mit dem Billardspielen. Im August 2006 wurde er durch einen 8:5-Finalsieg gegen den Finnen Petri Makkonen Junioren-Europameister in der Disziplin 9-Ball. Im Mai 2009 zog er bei den German Open erstmals in die Finalrunde eines Euro-Tour-Turniers ein. Nach Siegen gegen Sascha-Andrej Tege, Richard Jones und Craig Osborne erreichte er schließlich das Halbfinale, in dem er dem Engländer Imran Majid mit 6:8 unterlag. Im Dezember 2012 gewann er seine erste Medaille bei der polnischen Meisterschaft der Herren; er erreichte das Finale des 8-Ball-Wettbewerbs und verlor dort mit 5:8 gegen Wojciech Sroczyński.

## Erfolge
| 9-Ball-Junioreneuropameister: | 2006 |